# Milicent Patrick
 (août 2019).
Si vous disposez d'ouvrages ou d'articles de référence ou si vous connaissez des sites web de qualité traitant du thème abordé ici, merci de compléter l'article en donnant les références utiles à sa vérifiabilité et en les liant à la section « Notes et références ».
Milicent Patrick (de son nom de jeune fille Mildred Elizabeth Fulvia di Rossi, puis mariée Milicent Trent), née le 11 novembre 1915 à El Paso au Texas et morte le 24 février 1998, est une actrice, maquilleuse, designer d'effets spéciaux et animatrice américaine.

## Biographie
Milicent Patrick passe son enfance en Californie et plus précisément à San Simeon. Son père Camille Charles Rossi y était superviseur en construction au Hearst Castle, le palais du magnat de la presse William Randolph Hearst qui voyait défiler des célébrités du monde d'Hollywood comme Charlie Chaplin ou Cary Grant. Mildred n’aime pas vraiment Hearst mais se lie d’amitié avec sa femme, Millicent Hearst, qui lui inspira son changement de prénom quelques années plus tard. 
Après son enfance atypique, elle étudie à la Chouinard Art Institute à Los Angeles.
En 1939, elle commence à travailler pour les studios Walt Disney en entrant dans l’équipe exclusivement féminine du département encre et peinture (Ink and Paint Department). Elle devient l'une des premières femmes à exercer le métier d'animatrice au sein de la firme. Elle contribue à Dumbo, Fantasia et Bambi.
Cependant, avec la grève de 1941, même si elle ne la rejoint pas, elle est licenciée comme de nombreux autres employés. À 26 ans, sans emploi, elle cherche à se réinventer. Elle se rebaptise Milicent Patrick et déclare être une baronne italienne. Elle vit de ses illustrations et fait quelques emplois comme mannequin ou actrice pour de petits rôles.
Sur le tournage d' Une fille à bagarres, Patrick rencontre celui qui allait devenir son supérieur dans les années à venir : Bud Westmore, chef du département maquillage du studio des monstres, Universal où elle intègre l’équipe majoritairement masculine. Elle continue ainsi sa carrière aux Universal Studios et est citée comme étant la première femme à travailler au département des effets spéciaux et du maquillage.
Milicent Patrick est plus connue comme étant la créatrice du costume de l'iconique « créature » (Gill-man en anglais) du film L'Étrange Créature du lac noir[réf. nécessaire]. Le crédit est jusqu'alors attribué à tort[réf. nécessaire] au chef maquilleur Bud Westmore qui était chargé du projet.
Après le succès du film, elle est repérée par le département promotion d'Universal. Ce dernier organise plusieurs séances photos d’elle en train de travailler à son bureau qui devait accompagner une tournée promotionnelle sous l’angle de « La Belle qui a créé la Bête ». Mais Bud Westmore, son supérieur, craignant d’être oublié, insiste pour qu’elle ne crédite qu'Universal dans ses interviews, dont le thème sera en fait « La Belle qui a vécu avec la bête ». 
La jalousie de Westmore le pousse à aller encore plus loin : il la licencie à la fin de la promotion du film et l'évince des crédits. Il est également probable qu’il se soit débarrassé de toutes ses peintures, puisqu'il ne reste, aujourd’hui, aucune trace des designs du film dans les archives du studio. En revanche, il conserve ses designs pour le Métalunien des Survivants de l'infini, mais aussi pour les hommes-taupes du Peuple de l'enfer dont il s'attribue les mérites.
À la suite de cet épisode, elle retourne faire des petits rôles et meurt le 24 février 1998 dans l’indifférence générale.
Elle est sortie de l'oubli à titre posthume grâce aux fans des films fantastiques, intrigués devant les clichés d'elle en train de travailler sur le Gill-Man.
En 2019, la productrice Mallory O’Meara publie sa biographie The Lady from the Black Lagoon (non traduit en français),.

## Filmographie

### Film
- The World in His Arms - Lena (uncredited)[3]
- The Women of Pitcairn Island - Island Woman
- He Laughed Last - Eagle's Secretary (non créditée)
- Lust for Life - Julie (non créditée)
- Man Without a Star - Boxcar Alice (non créditée)
- Abbott and Costello Meet Captain Kidd - Tavern Wench (non créditée)
- We're Not Married! - Governor's Secretary (non créditée)
- Scarlet Angel - Dolly (non créditée)
- Mara Maru - Extra (non créditée)
- Westward the Women - Flashy Woman (non créditée)
- Thunder in the Pines - The Lady In Black (non créditée)
- Bride of Vengeance - (non créditée)
- Varieties on Parade - Ticket girl (non créditée)
- A Song Is Born - Woman at Dorsey Club (non créditée)
- Texas, Brooklyn and Heaven - Water Nymph (non créditée)
- 1952 : Les Feux de la rampe : une figurante au premier balcon

### Télévision
- Lawman, épisode The Surface of Truth - Mary Beyer
- Westinghouse Desilu Playhouse - Senora Alvarez
- The Restless Gun, épisode Hornitas Town - Rosita
- It's a Great Life, épisode Call Michigan 4099 & Three Hungry Men - Waitress & Salegirl
- Ramar of the Jungle, épisode Tribal Feud, White Savages & Evil Trek - The White Goddess
- The Roy Rogers Show, épisode Ride of the Ranchers - Elena[4]